# ریوتارو سوگی
ریوتارو سوگی (انگلیسی: Ryōtarō Sugi؛ زادهٔ ۱۴ اوت ۱۹۴۴) خواننده، و هنرپیشه اهل ژاپن است. از فیلم‌هایی که وی در آن نقش ایفا کرده‌است می‌توان به تاکدا شینگن و میتو کومون اشاره کرد.